# المواعظ والاعتبار بذكر الخطط والآثار
المواعظ والاعتبار بذكر الخطط والآثار المعروفة بالخطط المقريزية كتاب من تأليف أحمد بن علي بن عبد القادر، أبو العباس الحسيني العبيدي، تقي الدين المقريزي (المتوفى : 845هـ) ، وقام بتحقيقه ونشره أيمن فؤاد سيد.

## نبذة عن الكتاب
كانت المواعظ والاعتبار بذكر الخطط والآثار المعروف بالخطط لتقي الدين أحمد بن علي المقريزي، هو بإجماع آراء الباحثين أهم كتاب في تاريخ مصر وجغرافيتها وطبوغرافية عاصمتها في العصر الإسلامي، فهو الكتاب الوحيد الذي وصل الينا ويقدم لنا - اعتمادا على المصادر الأصلية- عرضا شاملا لتاريخ مصر الإسلامية ولتأسيس ونمو عواصم مصر منذ الفتح الإسلامي حتى القرن التاسع الهجري/ الخامس عشر الميلادي، ويعد اليوم مصدرا لا غنى عنه للمشتغلين بدراسة آثار مصر الإسلامية. فيوفر لنا الكتاب قائمة تفصيلية وأوصافا دقيقة بالقصور والجوامع والمدارس والخوانق والحارات والأخطاط والدور والحمامات والقياسر والخانات والأسواق والوكالات التي وجدت في عاصمة مصر خلال تسعة قرون. وترتكز هذه القائمة في الأساس على الملاحظات الشخصية للمقريزي وعلى مصادر لم تصل إلينا، فحفظ لنا المقريزي بذلك نقولا ذات شأن للمؤلفين القدماء الذين فقدت مؤلفاتهم اليوم.

## أهمية الكتاب
في مصر كان هذا الكتاب من أوائل الكتب التي أخرجتها مطبعة بولاق التي أصدرت طبعة كاملة له في سنة 1270 هجري/ 1835 ميلادي، وهي نشرة لا تستحق دائماً ثقة كاملة رغم الجهد الواضح الذي بذله مصححها الشيخ محمد عبد الرحمن قطه العدوي المتوفى سنة 1281 هجري/ 1864 ميلادي، فنحن لا نعرف الأصول التي اعتمدت عليها مثل بقية الكتب التي أخرجتها مطبعة بولاق القديمة، وجاءت مليئة بالأخطاء والتصحيف والسقط الذي وجد في أصولها المعتمد عليها والتي حاول مصححها تصويبه قدر الطاقة أو الإشارة إليه. ومع ذلك بقيت هذه النشرة هي الأساس الذي اعتمدت عليه كل الدراسات التي تتناول تاريخ عواصم مصر الإسلامية وخططها ومعالمها الأثرية حتى وقت قريب، هذاوقد صدرت لهذا الكتاب عن مؤسسة الفرقان للتراث الإسلامي طبعة جديدة سنة 2005م بتحقيق خبير المخطوطات والمؤرخ القدير الأستاذ الدكتور أيمن فؤاد سيد، تعتبر عملاً علمياً فريداً .
يدخل موضوع هذا الكتاب في مجال فن كتابة الخطط، الطبوغرافيا- وهو نوع من الجغرافيا التاريخية الإقليمية، وقد عرف هذا الفن في كثير من أقطار العالم الإسلامي حيث اشتملت مقدمات الكتب التي أرخت للمدن الإسلامية مثل «تاريخ بغداد» للخطيب البغدادي و«تاريخ دمشق» لابن عساكر و«الأعلاق الخطيرة في ذكر أمراء الشام والجزيرة» لابن شداد على أوصاف طبوغرافية لهذه المدن، ومع ذلك فنستطيع القول إن هذا الفن من الفنون التي اختصت بها مصر الإسلامية ونما وتطور بها على مدى تاريخها الطويل، وكان له فيها تاريخ مجيد مهد الطريق إلى الاكتمال الذي بلغه هذا الفن في مؤلف المقريزي الضخم «المواعظ والاعتبار» الذي يعد بلا جدال أكبر ممثل لنمط الخطط. فالكتاب أحد مفاخر التراث العربي، فهو أشمل وأوسع كتاب كتب عن مدينة إسلامية تناول فيه مؤلفه بطريقة تدعو إلى الإعجاب الظواهر التاريخية والعمرانية والطبوغرافية للمدينة، وهو بذلك يختلف عن «تاريخ بغداد» للخطيب البغدادي، وتاريخ مدينة دمشق للحافظ ابن عساكر؛ فهذان الكتابان- وهما أكبر ما ألف في تواريخ المدن- اتبعا منهاجا مخالفا، وكان غرض مؤلفيها هو الترجمة لمن ولد أو أقام أو دخل أو توفي في هاتين المدينتين من الخلفاء والسلاطين والعلماء والأدباء، والشعراء والفقهاء... إلخ، وهو ما فعله المقريزي في كتابه المقفى الكبير مع مقدمة في وصف المدينة وتخطيطها لا يمكن مقارنتها بأي حال من الأحوال بعمل المقريزي الذي بلغ الذروة بفن الخطط في كتابه المواعظ، كما ان المقريزي- وان لم يكن آخر المؤلفين في هذا المجال- إلا أنه أعظمهم مكانة.
والكتاب كتاب مؤسس في التاريخ العمراني ومن أول الكتب المتخصصة في تاريخ المدن.